# Astete
Astete (Catecismo Astete) es el modo en que es conocido un cuadernillo escrito por el jesuita Gaspar Astete, que durante siglos formó en la doctrina católica a millones de hispano hablantes. La edición más antigua que se conserva es de 1599; existen numerosas ediciones posteriores, la mayoría ampliadas y, de algún modo, actualizadas.

## El texto original y sus posteriores ediciones
El título que aparece en la edición de 1599, es el de Doctrina cristiana y documentos de crianza. Es esta la edición más antigua que se conserva, sin embargo se sabe que en la Biblioteca Provincial de Burgos se conservaba una edición -actualmente perdida- de 1593; por otra parte, hay referencias anteriores (1586) a un Catecismo de Castilla, que varios estudiosos atribuyen a Gaspar Astete.
Se trata de un compendio sencillo y breve de lo que el cristiano debe saber y cumplir para salvarse, y de hecho este catecismo, sirvió a la gran expansión católica de la Reforma católica y a la evangelización de América. Gracias a su estructura clara en una serie de preguntas y respuestas permite su uso desde la facilidad de su lenguaje y el desarrollo de los temas.
Los principales añadidos y modificaciones posteriores corrieron a cargo de Gabriel Menéndez de Luarca (1742-1812), que en 1788 lo editó ampliado bajo el título de Catecismo de la Doctrina Christiana escrito por el P. Gaspar Astete; y añadido para su mayor declaración, con varias preguntas y respuestas, que se hallan entre estas señales por el Lie. Don Gabriel Menéndez de Luarça, Colegial que fue en el Insigne de San Pelayo de la Universidad de Salamanca y Catedrático de Filosofía y Teología en ella; y al presente canónigo Penitenciario de la Sta. Iglesia Catedral de Segovia. Con Licencia. En Valladolid en la Imprenta de la Viuda e Hijos de Santander. Año de 1788.
En el prólogo Gabriel Menéndez explica el motivo que le ha llevado a preparar esta ampiación del Astete original, siente la necesidad de disponer de una catecismo en que lo adultos puedan profundizar en la doctrina cristiana, y la ventaja que supone que puedan hacerlo sobre el catecismo que aprendieron cuando niños. En esta edición de 1788, el texto del catecismo con las preguntas y respuestas aparece con dos tipolografía distintas, y aunque el editor no lo explica, la comparación con el Astete editado en 1599 permite comprobar que aparece en recto el texto original, y en cursiva los añadidos que introduce Gabriel Menéndez.
Posteriormente se añadieron algunas aclaraciones o adaptaciones a la disciplina eclesiástica del momento. Entre ellas obtuvo especial difusión la edición disponible ya en 1886 y que se puede atribuir al arzobispo de Valladolid, Benito Sanz y Forés (1828-1895), quien lo declaró texto oficial para toda su provincia eclesiástica. No faltaron modificaciones posteriores, aunque no alcanzaron especial difusión, hasta la que operó Daniel Llorente en su edición de 1913, en la que reorganizó el texto de la edición de Menéndez de 1788, de un modo cíclico, de forma que ordenadas las preguntas y respuestas en función de su importancia, se van ampliando a continuación según lo que podría estudiarse en años sucesivos; además cuida que todas las respuestas, comiencen repitiendo la pregunta, asegurando así que una vez aprendida se entienda su significado.
En el siglo XIX la obra fue traducida al catalán, euskera, italiano y a las lenguas de Filipinas: tagalo, pampango y bisayo.

## Estructura de la obra
El catecismo de Astete se inicia con una Instrucción de la Doctrina Cristiana, en la que tras explicar los motivos de la devoción que todo cristiano debe tener a la cruz, y la costumbre de signarse y persignarse, incluye el texto de varias oraciones: el Credo, y tras él los artículos de la fe; el Padre Nuestro; el Ave María y la Salve, los Mandamientos de la Ley de Dios, la Confesión (el yo Pecador), el Acto de contrición y una oración breve para el ofrecimiento de obras.  
Sigue a continuación el texto de las preguntas y respuestas en varios apartados: 
Declaración del Doctrina Cristina por preguntas y respuestas.
Comenzando con la conocida pregunta, ¿sois cristianos? a la que sigue el origen de ese nombre, el sentido del signo de la cruz, y el modo de signarse y persignarse. Concluyen estas preguntas con un apartado que explica la División de la doctrina cristiana en las cuatro partes en las que se organiza el texto:
Primera parte de la Doctrina Cristiana, en que se declara el Credo y los Artículos de la Fe.
Comienza con recordando el origen apostólico de la fe, lo que significa creer, y los motivos por los que se cree, continúa exponiendo y explicando los artículos de la fe.
Segunda parte de la Doctrina Cristiana, en la que se declara lo que se ha de pedir, y las Oraciones de la Santa Madre Iglesia.
Tras explicar qué es orar, los distintos tipos de oración y como se debe orar, explica y comenta el Padrenuestro, el Ave María y la Salve. Completa esta parte, con el motivo por el que, además de a la Virgen, se debe adorar a los ángeles, a los santos, a sus imágenes y a sus reliquias; explicando que en estos casos esta adoración es de veneración.
Tercer parte, en que se declara lo que se ha de obrar.
Se introduce esta parte con una explicación de lo que es la conciencia, y de su función para conocer el bien y el mal. Tras explicar el pecado y la diferencia enter el mortal y venial, se recorren los Mandamientos de la ley de Dios y los de la Santa Madre Iglesia; concluye con el enunciado de las obras de misericordia.
Cuarta parte en que se declaran los Sacramentos, que se han de recibir.
Se inicia con la explicación de lo que son los sacramentos, explicando cada uno ellos; tras los sacramentos expone los pecados capitales y las virtudes que se le oponen, después las virtudes en general, explicando las teologales y las morales, los dones y los frutos del Espíritu Santo y las bienaventuranzas.